# 卡爾索埃內
2°29′52″N 50°56′56″W / 2.49778°N 50.94889°W

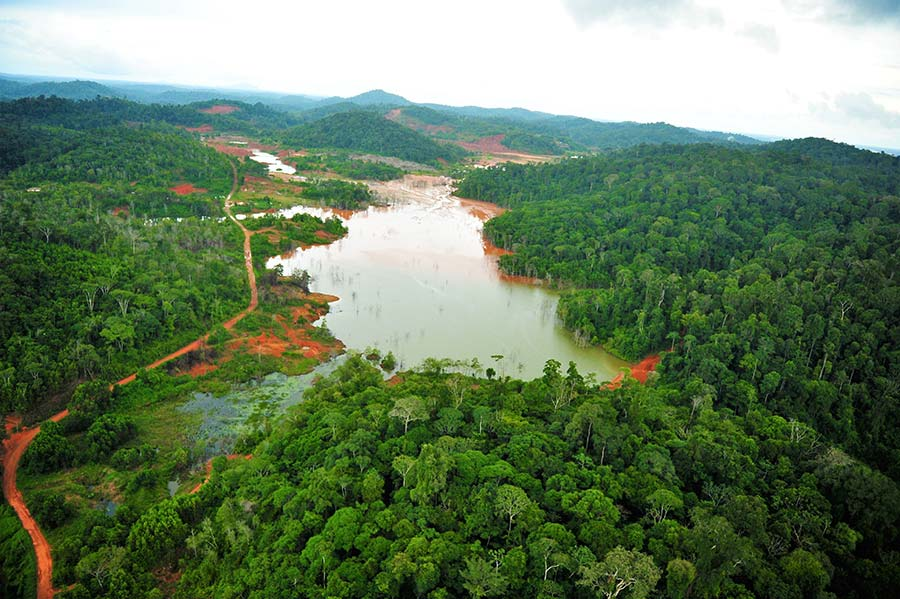
卡爾索埃內

卡爾索埃內（葡萄牙語：Calçoene），是巴西的城鎮，位於該國北部，由阿馬帕州負責管轄，始建於1945年12月22日，面積14,269平方公里，海拔高度3米，2010年人口8,964，人口密度每平方公里0.63人。